# هنری مک‌گی
هنری مک‌گی (انگلیسی: Henry McGee؛ ۱۴ مهٔ ۱۹۲۹ – ۲۸ ژانویهٔ ۲۰۰۶) یک هنرپیشه و کمدین اهل بریتانیا بود.
او یکی از هنرپیشگان اصلی «بنی هیل شو» بود و صدای او، آغازکننده این شوی تلویزیونی بود که می‌گفت: «بله! این است بنی هیل شو».
کسانی که دوران کودکی خود را در دههٔ هفتاد میلادی در انگلستان گذراندند، او را در تبلیغِ تلویزیونیِ «شوگر پاف» در نقش «مامان» به‌خاطر دارند.
از فیلم‌هایی که وی در آن نقش داشته‌است، می‌توان به ماجراهای راننده تاکسی اشاره کرد.